# Platja de s'Alqueria Gran
La platja de s'Alqueria, o platja de s'Alqueria Gran, és una platja del municipi de Cadaqués (Alt Empordà) situada a la petita badia de Racó des Moro, on també hi ha la platja d'en Ballesta, o de s'Alqueria Petita, al nord de la localitat de Portlligat, en una zona mínimament urbanitzada, a 2 km del centre de Cadaqués. Orientada al sud-est, té una longitud de 59 m i una amplada mitjana de 20 m, formada per còdols aplanats. Davant de la platja hi ha l'illot de s'Alqueria, prop de la punta homònima. S'hi practica el nudisme.